# Skatteøen
Skatteøen (dänisch für Schatzinsel) in Djurs Sommerland (Nimtofte, Midtjylland, Dänemark) ist eine Wasserachterbahn vom Modell Water Coaster des Herstellers Mack Rides, die am 7. Mai 2011 als erste Achterbahn dieses Typs Dänemarks eröffnet wurde.
Die 455 m lange Strecke erreicht eine Höhe von 28 m und besitzt eine 22 m hohe Abfahrt. Die einzelnen Wagen mit Platz für acht Personen (vier Reihen à zwei Personen) erreichen eine Höchstgeschwindigkeit von 70 km/h.

## Weitere Standorte
Das Modell Skatteøen wurde auch an weitere Freizeitparks geliefert:
| Name             | Betreiber                        | Land       | Eröffnungsjahr | Weblinks |
| ---------------- | -------------------------------- | ---------- | -------------- | -------- |
| Kraken’s Revenge | Desaru Coast Adventure Waterpark | Malaysia   | 2018           |          |
| Storm Coaster    | Sea World                        | Australien | 2013           |          |